# دی‌ام‌اس‌او دوتره
دی‌ام‌اس‌او دوتره (به انگلیسی: Deuterated DMSO) با فرمول شیمیایی C2D6OS یک ترکیب شیمیایی با شناسه پاب‌کم 75151 است. که جرم مولی آن ۸۴٫۱۷ گرم بر مول می‌باشد. 